# فهرست اعداد اول
عدد اول (به انگلیسی: Prime Number)، عددی طبیعی بزرگ‌تر از ۱ است که نتوان آن را به‌صورت ضرب دو عدد طبیعی کوچک‌تر نوشت (یعنی یکی از آن‌ها نمی‌تواند با خود عدد برابر باشد). به عبارت ساده‌تر، اعداد اول، مجموعه‌ای از اعداد طبیعی بزرگ‌تر از ۱ هستند که فقط بر یک و خود عدد بخش‌پذیر هستند
فهرست هزار عدد اول = عدد + 1 ضرب در 5 / اگر جواب زوج بود عدد مرکب است و اگر فرد بود ، تقسیم بر 3 میکنیم که اگر باقی مانده 0 شد ، باز هم عدد مرکب است و اگر جواب ممیزی بود ، جواب عددی اول است
اعداد اول کوچکتر از ۱۰۰ :
۲ و ۳ و ۵ و ۷ و ۱۱ و ۱۳ و ۱۷ و ۱۹ و ۲۳ و ۲۹ و ۳۱ و ۳۷ و ۴۱ و ۴۳ و ۴۷ و ۵۳ و ۵۹ و ۶۱ و ۶۷ و ۷۱ و ۷۳ و ۷۹ و ۸۳ و ۸۹ و ۹۷
تعداد اعداد اول کمتر از ۱۰۰ برابر است با ۲۵. 